# Kelley O'Hara
Kelley O'Hara és una futbolista internacional pels Estats Units, selecció amb la qual ha guanyat els Jocs Olímpics de Londres i el Mundial 2015. El 2009 va ser nomenada millor jugadora de la NCAA.

## Trajectòria
| Temporades  | Lliga             | Club              | P  | G  | Actualitzat |
| ----------- | ----------------- | ----------------- | -- | -- | ----------- |
| 2006 - 2009 | D3                | Stanford Cardinal | 61 | 55 |             |
| 2009        | D2                | Pali Blues        | 06 | 04 |             |
| 2010        | D1                | FC Gold Pride     | 18 | 06 |             |
| 2011        | D1                | Boston Breakers   | 13 | 04 |             |
| 2013 - act. | D1                | Sky Blue FC       | 57 | 11 | 20/11/2016  |
|             |                   |                   |    |    |             |
| 2005        | Selecció sub-17   | Selecció sub-17   |    | 10 |             |
| 2006 - 2008 | Selecció sub-20   | Selecció sub-20   | 35 | 24 |             |
| 2010 - act. | Selecció absoluta | Selecció absoluta | 91 | 02 | 13/11/2016  |

## Palmarès
| Títols — Seleccions nacionals             |
| 1 Jocs Olímpics                           |
| 1 Mundial                                 |
| 1 Copa d'Or                               |
| 3 Copes d'Algarve                         |
| 1 Torneig Quatre Nacions                  |
| Títols — Clubs                            |
| 1 Lliga Professional                      |
| 1 Lliga Semiprofessional                  |
| Reconeixements — Premis                   |
| Millor jugadora de la Lliga Universitària |
| Reconeixements — Seleccions de jugadores  |
|                                           |